# Gastrophysa dissimilis
Gastrophysa dissimilis är en skalbaggsart som först beskrevs av Thomas Say 1824.  Gastrophysa dissimilis ingår i släktet Gastrophysa och familjen bladbaggar. Inga underarter finns listade i Catalogue of Life.